# Platarctia pallida
Platarctia pallida là một loài bướm đêm thuộc phân họ Arctiinae, họ Erebidae.